# 妮姬塔·丹妮絲
妮姬塔·丹妮絲（英語：Nikita Denise，1976年7月25日—），是一名捷克色情演員、成人模特兒及成人影片導演。

## 生平
丹妮絲在1998年自家鄉捷克斯洛伐克搬至多倫多，開始在脫衣舞俱樂部工作。她的第一次演出是在2000年《North Pole 13》中與狄倫·戴（Dillon Day）的合作。
2006年，妮姬塔獻出導演的處女作《Nikita's Extreme Idols》。這部片也是她休息超過一年後的首度演出。
2006年7月24日，妮姬塔參加理查·克里斯帝（Richard Christy）主持的節目《Inside the Porn Actor's Studio》。
丹妮絲已演出超過350部影片，並贏得多項大獎，包括2002年成人影帶新聞獎年度女表演者。

## 獎項
- 2002年成人影帶新聞獎 – 年度女表演者[7]
- 2002年成人影帶新聞獎 – 最佳團體性愛場景，錄影帶類 – 《Succubus》[7]
- 2003年成人影帶新聞獎 – 最佳雙人性愛場景，影片類 – 《Les Vampyres 2》[7]
- 2003年成人影帶新聞獎 – 最佳全女性性愛場景，錄影帶類 – 《I Dream of Jenna》[7]

## 外部連結
- 2008年1月 RogReviews.com 的訪談（页面存档备份，存于）